# 皮埃尔·法约
皮埃尔·法约（法語：Pierre Failliot，1887年2月25日—1935年12月31日），法国男子田径运动员，主攻短跑。他曾代表法国参加1912年夏季奥林匹克运动会田径比赛，获得男子4×400米接力银牌。